# Michel De Wolf (professeur)
 (mars 2018).
Pour l’article homonyme, voir Michel De Wolf (football).
Michel De Wolf, né le 8 avril 1961, a été doyen de la Louvain School of Management à l'Université catholique de Louvain (UCLouvain) en Belgique de 2014 à 2018.
Licencié en sciences économiques appliquées, MBA et docteur en droit, il est réviseur d'entreprises, président honoraire de l'Institut belge des réviseurs d'entreprises et dirigeant du mouvement Jeunes Entreprises. Depuis janvier 2018, il est conseiller suppléant à la cour d'appel de Liège.
Michel De Wolf sera tête de liste pour la NVA dans le Hainaut pour les élections fédérales de 2024. Il rejoint de nombreuses autres personnalités académiques qui se présentent également à cette élection.

## Biographie
Michel De Wolf est né le 8 avril 1961 à Etterbeek, d'une famille de 4 enfants dont il est l'aîné. Il est le père de 6 enfants.
Après des candidatures en droit et en sciences économiques aux Facultés universitaires Saint-Louis, il poursuit ses études à l'UCLouvain et y obtient en 1984 une licence en droit et une licence en sciences économiques appliquées, ainsi qu'un MBA à la KUL. Alors assistant de cours, il devient docteur en droit en 1993 avec sa thèse Souveraineté fiscale et marché intérieur dans la jurisprudence de la Cour de justice des Communautés européennes et de la Cour suprême des États-Unis.
Chargé de cours, maître de conférence, puis professeur à l'ULg/HEC Liège et à l'UCLouvain, il enseigne, dans plusieurs facultés des sujets allant de la comptabilité au droit fiscal et commercial. Depuis 2014, il est doyen de la Louvain School of Management à l'UCLouvain. En 2018, Michel De Wolf démissionne de son mandat devant initialement prendre fin en 2020.
En parallèle à sa carrière académique, il prête serment en 1991 comme réviseur d'entreprise et a travaillé pour le cabinet DGST, dont il deviendra membre dirigeant jusqu'en 2014. Le 23 avril 2010, il est nommé président de l'Institut belge des réviseurs d'entreprises, pour un mandat de 3 ans.
Depuis 1998, Il est également juge consulaire au tribunal de commerce de Bruxelles. Le 12 janvier 2018, il prête serment comme conseiller suppléant à la cour d'appel de Liège.
Dans le cadre de son activité de réviseur d'entreprise, il est nommé en 2022 administrateur judiciaire de la banque coopérative NewB.

## Parcours politique
En vue des élections fédérales belges de juin 2024, Michel de Wolf se présente comme candidat tête de liste N-VA dans la circonscription du Hainaut. Il défend un programme visant à diminuer l'immigration en Belgique et réformer certaines politiques sociales qu'il qualifie "d'assistanat". Michel de Wolf se trouve ainsi associé à Drieu Godefridi, leader de la N-VA en Wallonie et proche de l'extrême-droite.
Sa liste récolte 1,92% des voix alors que Michel de Wolf réalise quant à lui un score de 2216 voix, après dévolution des voix en case de tête, soit 0,41% du total des voix.